# Józef Ludwik Różyski
Józef Ludwik Różyski wł. Józef Rosenbaum (ur. 16 lipca 1898 we Lwowie, zm. 8 września 1974 w Krakowie) – polski rzeźbiarz, architekt. Mąż Krystyny Różyskiej.

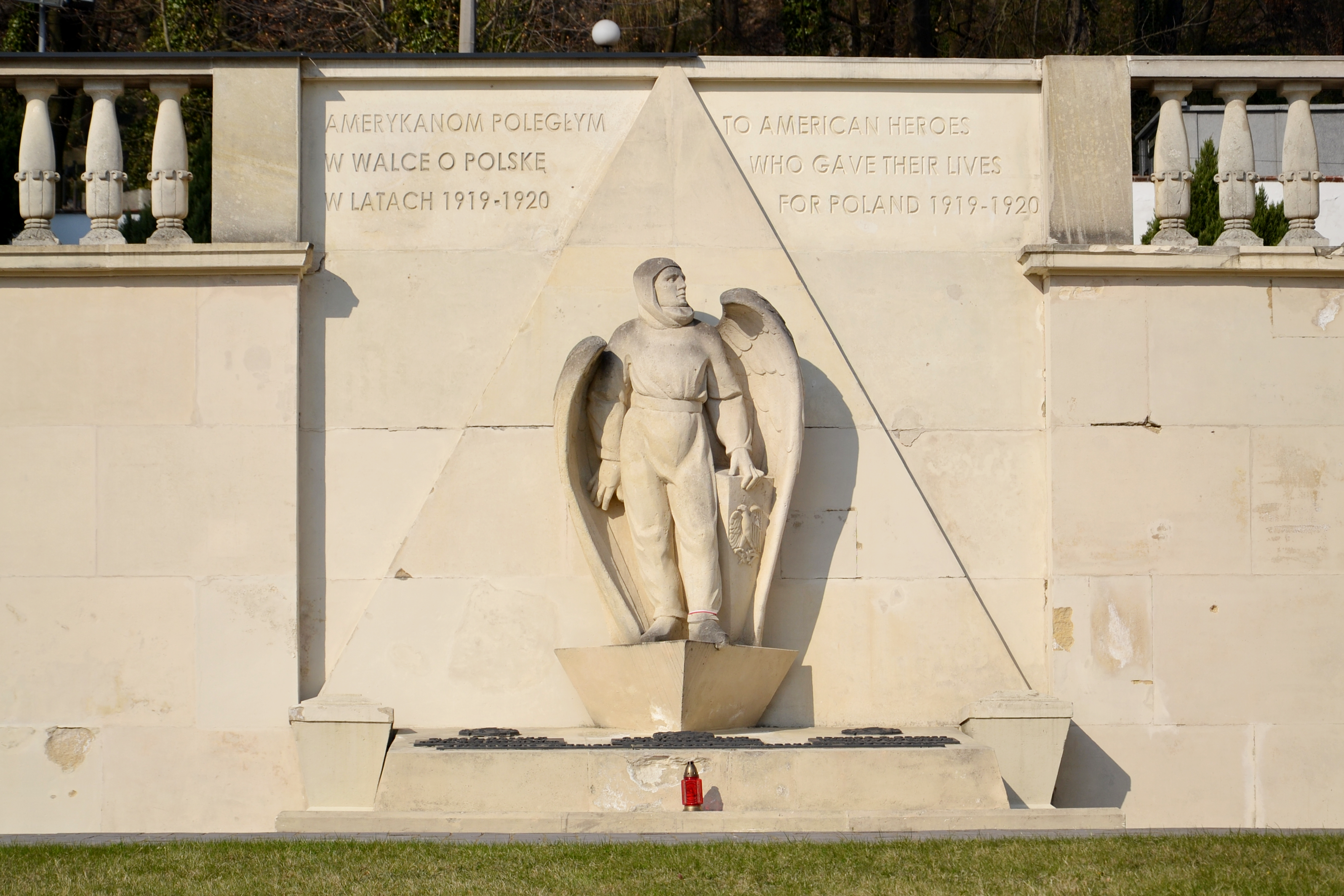
Pomnik lotników amerykańskich na Cmentarzu Orląt Lwowskich (współautorem jest J.L. Różyski)

## Życiorys
Pochodził ze Lwowa, gdzie należał do Związku Strzeleckiego. Do Legionów Polskich wstąpił we wrześniu 1914, zaszeregowano go w 3 pułku piechoty. Następnie został oddelegowany do stacji zbornej w Wiedniu, po powrocie do Krakowa służył w 2 pułku ułanów. Po powstaniu Polskiego Korpusu Posiłkowego walczył w szeregach 3 pułku piechoty, w 1918 walczył w obronie Lwowa. Po 1920 studiował na Akademii Sztuk Pięknych w Krakowie, podczas budowy mauzoleum Orląt Lwowskich zaprojektował elementy symbolicznej mogiły żołnierzy amerykańskich. Był porucznikiem rezerwy w 38 pułku piechoty Strzelców Lwowskich, starszeństwo otrzymał z dniem 2 stycznia 1932. Absolwent Wydziału Architektonicznego Politechniki Lwowskiej (1932). Po przejściu do rezerwy został wykładowcą w Akademii Sztuk Pięknych w Krakowie. Pochowany na Cmentarzu Rakowickim w Krakowie.

## Odznaczenia
- Krzyż Walecznych[1]
- Krzyż Niepodległości - za pracę w dziele odzyskania niepodległości[2].
- Krzyż Obrony Lwowa z Mieczami[1]